# گورستان کنی مهدی
گورستان کنی مهدی مربوط به سدهٔ ۴ تا ۷ ه‍.ق است و در شهرستان پل‌دختر، بخش مرکزی، دهستان ملاوی، روستای گل گل سفلی واقع شده و این اثر در تاریخ ۱۵ دی ۱۳۸۷ با شمارهٔ ثبت ۲۴۲۷۰ به‌عنوان یکی از آثار ملی ایران به ثبت رسیده‌است.